# OfflineTV
OfflineTV est un groupe de divertissement en ligne composé de personnalités (streamers et youtubers), qui possède une gaming house à Los Angeles, Californie. Ils produisent un large éventail de contenus, aussi bien des canulars que des vlog ou encore des vidéos de jeux vidéo entre les membres du groupe,,. Le groupe possède un grand nombre d'adeptes sur les plateformes de réseaux sociaux,,. Après avoir vécu 4 ans ensemble, les membres décident de quitter la gaming house et de vivre séparément en expliquant le souhait d'essayer de nouvelles choses tout en restant membres. Le 16 décembre 2022, hormis Micheal Reeves et Yvonne, la plupart des membres réemménagent ensemble.

## Création
OfflineTV a été créé en 2017 par William Scarra Li et son manager de l'époque, Chris Chan. Après plusieurs essais infructueux de création d'une gaming house, Li fonde OfflineTV avec quatre membres initiaux : Scarra, Chris Chan, Based Yoona, et Pokimane.

## Membres actuels
| Nickname        | Arrivée | Rôle                  | Note                       |
| --------------- | ------- | --------------------- | -------------------------- |
| Scarra          | 2017    | Personnalité          | Cofondateur                |
| LilyPichu,      | 2017    | Personnalité          |                            |
| Disguised Toast | 2017    | Personnalité          |                            |
| Yvonnie         | 2018    | Gérante, Personnalité | Gérante de la gaming house |
| Michael Reeves  | 2019    | Personnalité          |                            |
| Brodin Plett    | 2020    | Production            |                            |
| QuarterJade     | 2021    | Personnalité          |                            |
| Masayoshi       | 2021    | Personnalité          |                            |
| Sydeon          | 2021    | Personnalité          |                            |

## Biographie

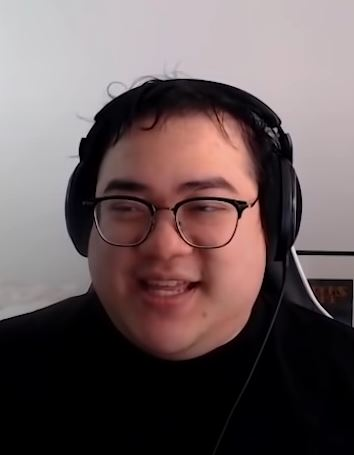
Scarra en 2020

### Scarra
William Jimmy Li (né le 25 novembre 1989), connu sous le pseudonyme de Scarra, est un streamer Twitch américain et ancien joueur professionnel de League of Legends,,. Il a été découvert grâce à son rôle dans l'équipe Dignitas,. Scarra est le cofondateur d'OfflineTV, avec son précédent manager Chris Chan.

### LilyPichu

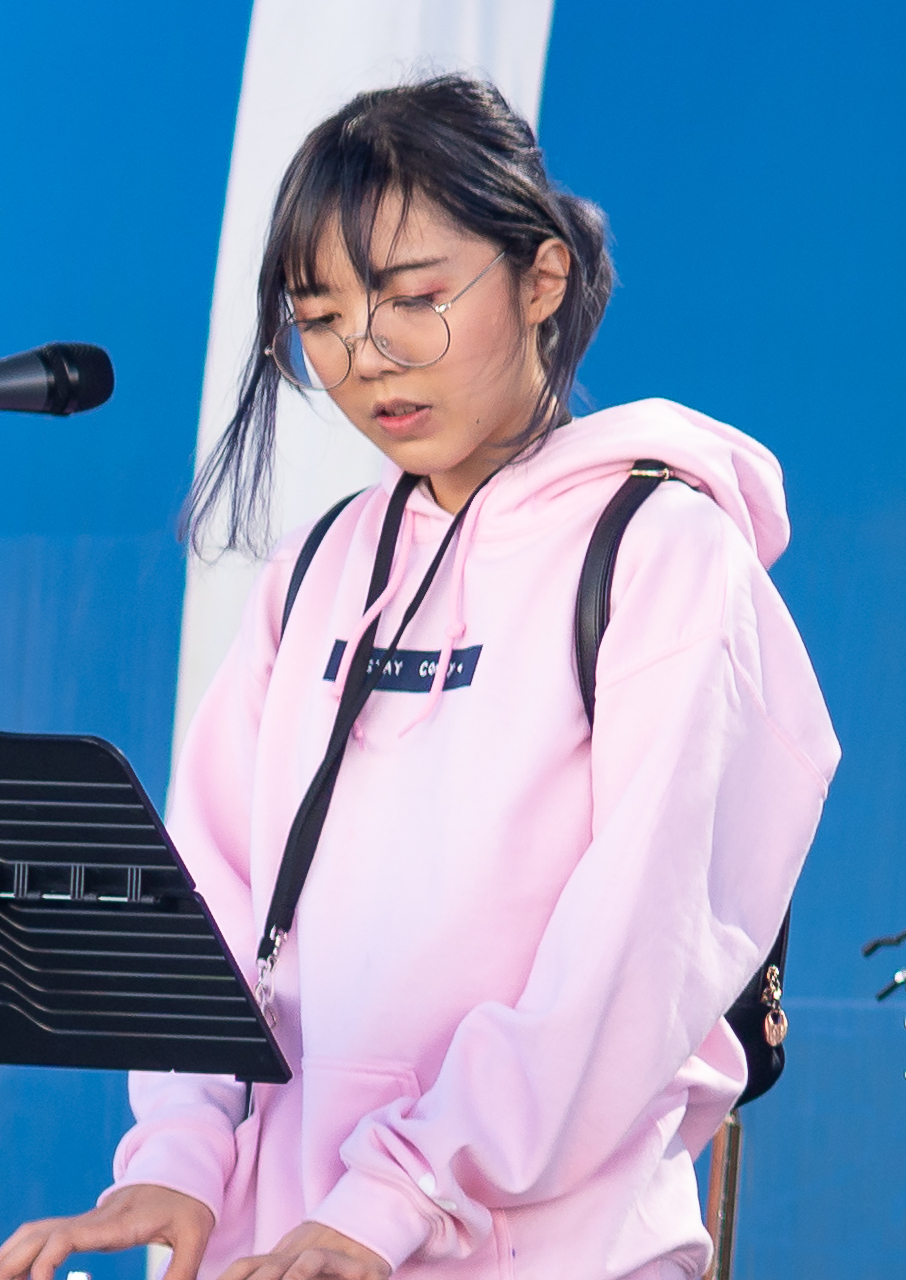
LilyPichu en 2018

Lily Ki (née le 20 novembre 1991), plus connue en tant que LilyPichu, est une streameuse Twitch américaine, musicienne, et Youtubeuse. Lily est devenue populaire en 2011 lorsqu'elle sort le titre de musique I'll Quit LoL, comptabilisant plus de 7 millions de visualisations sur YouTube. Sa chaine YouTube est composée de vidéos d'animation, vidéo blogs, de musique, d'art, et de reprises de piano, alors que son activité sur Twitch concerne majoritairement League of Legends,, contenu filmé, d'art et de musique.
Le 20 février 2020, elle confirme qu'elle est dans une relation amoureuse avec le membre Michael Reeves,.

### Disguised Toast

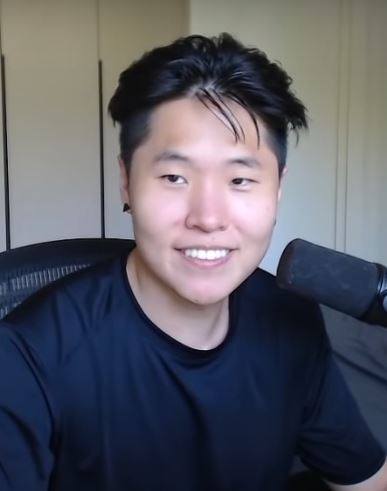
Disguised Toast en 2021

Jeremy Wang (né le 25 novembre 1991), connu sous le Disguised Toast, est un streamer Twitch canadien qui a connu la gloire en jouant à Hearthstone,,,. Il a trouvé son pseudonyme grâce à une carte Hearthstone nommée agent du SI:7, qui dit lorsqu'elle est jouée This guy's toast (ce gars est cuit) qui a fait rire la communauté, car on pouvait comprendre disguised toast (Pain grillé déguisé). Wang a commencé son activité en faisant des infographies et des vidéos Youtube de certaines interactions de cartes entre elles. Wang a caché son visage derrière un masque en carton avec la forme de tranche de pain avec des lunettes lorsqu'il a commencé à streamer jusqu'à ce qu'il révèle son visage par erreur en octobre 2016. Il joindra en octobre 2017 le cercle d'OfflineTV,.
En novembre 2019, Wang annonce son départ de Twitch au profit de Facebook Gaming,.

### Yvonnie

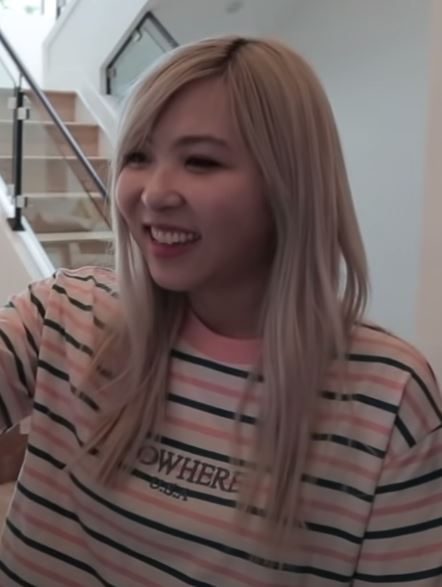
Yvonnie

Yvonne Ng (née le 8 octobre 1990), connue sous le pseudonyme de Yvonnie, est une streameuse Twitch canadienne. Elle est actuellement la gérante de la gaming house d'OfflineTV. Ng a rejoint le groupe en 2018 après avoir été l'assistante et l'amie de Pokimane pendant plusieurs années.

### Michael Reeves

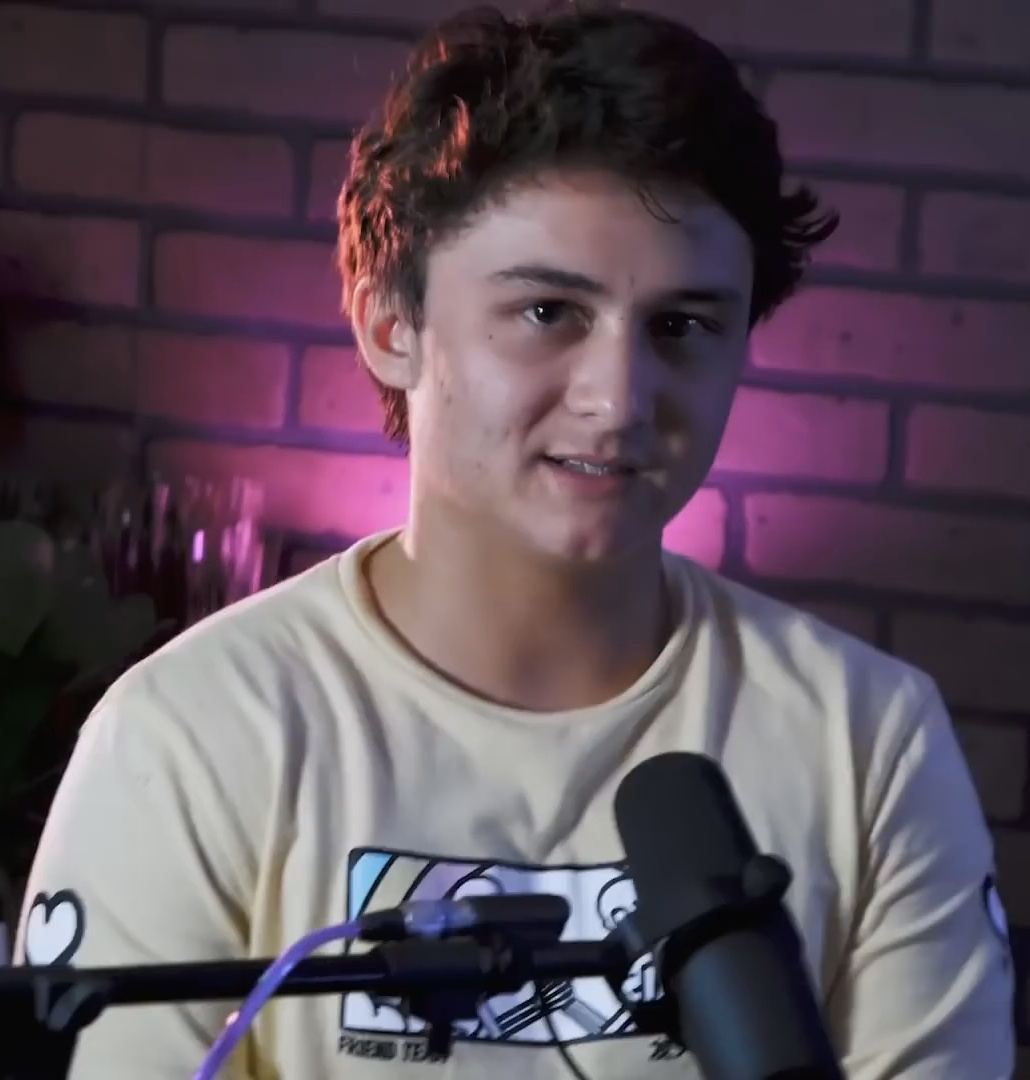
Michael Reeves en 2019

Michael Reeves (né le 20 novembre 1997) est un Youtubeur ainsi qu'un streamer Twitch américain plus connu pour ses vidéos d'ingénierie et son incarnation d'un personnage excentrique. Michael a été développeur informatique à Hawaii. Sa première vidéo, The Robot That Shines a Laser in Your Eye postée en avril 2017, a été très populaire. Depuis, il s'est fait connaître pour ses projets techniques, ambitieux et humoristique. Il se met au streaming de jeux vidéo et de projets techniques en juin 2020.
Après plusieurs rumeurs, il annonce son arrivée dans la gaming house d'OfflineTV en décembre 2019,,. En février 2020, la membre LilyPichu confirme leur relation amoureuse.

### Sydeon
Sydney Parker (née le 11 juin 1997), connu sous le pseudonyme de Sydeon, et précédemment de Neytiri, avant d'en changer en novembre 2020, est une streamer et une cosplayeuse américaine. Elle se lance dans le streaming en janvier 2019 et obtient un diplôme d'infirmière avant de se lancer à plein temps dans le streaming. Elle rejoint OfflineTV dans le courant du mois de novembre 2021.

### Masayoshi
John Cable (né le 18 juin 1997), plus connu sous le pseudonyme de Masayoshi, est un streamer américain. Il obtient la certification de partenariat Twitch fin 2019 grâce à ses directs sur League of Legends et Valorant. Il rejoint OfflineTV en novembre 2021 avec sa partenaire QuarterJade.

### QuarterJade
Jodi (née le 25 août 1997), sous le pseudonyme QuarterJade, est une streameuse américaine, qui fait des livestreams sur Twitch octobre 2017. Elle rejoint OfflineTV en novembre 2021 avec son partenaire Masayoshi.

## Anciens membres
| Nickname         | Arrivée | Départ | Rôle                              | Note                 |
| ---------------- | ------- | ------ | --------------------------------- | -------------------- |
| Chris Chan       | 2017    | 2018   | Gestion                           | Cofondateur          |
| Based Yoona      | 2017    | 2018   | Personnalité                      |                      |
| Fedmyster        | 2017    | 2020   | Personnalité, Production, Gestion | Ancien monteur vidéo |
| PokeLawls        | 2017    | 2018   | Personnalité                      |                      |
| TheeMarkZ        | 2017    | 2019   | Production, Personnalité          |                      |
| Xell             | 2017    | 2019   | Production, Personnalité          |                      |
| Pecca            | 2017    | 2018   | Gestion, Personnalité             |                      |
| EdisonParkLive   | 2018    | 2019   | Gestion, Personnalité             |                      |
| SleightlyMusical | 2018    | 2019   | Production, Personnalité          |                      |
| AriaSaki         | 2018    | 2019   | Directrice, Personnalité          |                      |
| Seanic           | 2018    | 2019   | Production                        |                      |
| Pokimane         | 2017    | 2023   | Personnalité                      | Cofondateur          |

### Pokimane

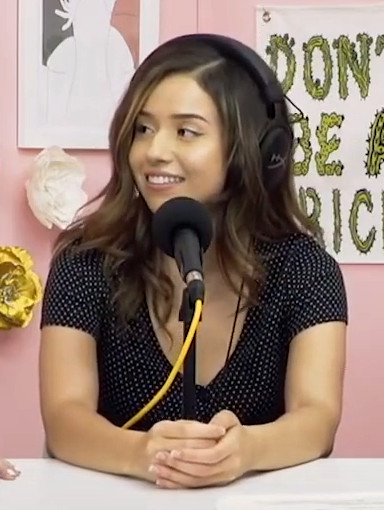
Pokimane en 2019

Imane Anys (née le 14 mai 1996), plus connue sous le pseudonyme Pokimane, est une streameuse Twitch maroco-canadienne, Youtubeuse et une joueuse. Anys est surtout connue pour son streaming sur Twitch, où elle partage ses parties de jeux vidéo — souvent sur League of Legends, et Fortnite,,. En plus de son activité sur Twitch, Anys a trois chaines YouTube: Pokimane, Pokimane Too, et Poki ASMR,. Dans une interview concernant OfflineTV, Anys a dit, « ...Ce n'est pas amusant d'être un streamer et de vivre seul, c'est pourquoi on a décidé de vivre ensemble pour se tenir compagnie et de créer des projets tous en collaboration ». Anys est l'une des membres initiaux de OfflineTV. 
Anys a vécu dans la gaming house jusqu'en juin 2020. Alors qu'elle avait annoncé que son déménagement était le résultat d'une mauvaise gestion entre sa vie professionnelle et personnelle, Anys dévoile certains soucis avec l'ancien membre Federico Fedmyster Gaytan et a été une des raisons principales de son départ physique. Anys a expliqué avoir perdu toute confiance en Gaytan après certains dépassements venant de lui.
Le 19 mai 2023, OfflineTV annonce qu'Imane sera diplômée d'Offline TV, paraphrase pour son départ.

### Fedmyster

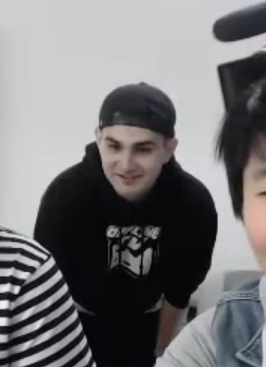
Fedmyster en 2018

Federico Michael Gaytan (né le 7 aout 1995), connu sous le nom Fedmyster, est un streamer Twitch américain et un Youtuber. Gaytan a commencé sa carrière au début de 2018, il était cependant monteur vidéo pour Christian IWDominate Rivera, ancien joueur pro de Team Liquid. Gaytan a rejoint OfflineTV en tant que monteur vidéo en juin 2017. Le 8 juillet 2017, Gaytan met en ligne sa première vidéo pour OfflineTV, il est présenté en tant que monteur vidéo pour le groupe. Gaytan a eu un succès grandissant auprès de la communauté d'OfflineTV et a changé de rôle pour devenir une personnalité en janvier 2018.
Le 27 juin 2020, les membres Yvonne Yvonnie Ng et Lily LilyPichu Ki ont dévoilé les comportements sexuels répréhensibles accusant Gaytan. Ng explique que par deux fois, Gaytan est rentré dans la chambre de cette dernière sans y être autorisé, s'est couché sur le lit et a commencé à avoir des gestes déplacés. Ki révèle aussi qu'il rentrait sans autorisation pour lui faire des avances inappropriées. Gaytan a été retiré du groupe à la suite des allégations, et ont suivi plusieurs témoignages de plusieurs proches d'OfflineTV de son comportement inapproprié ou de manipulation,,,.

### SleightlyMusical
Albert Chang (né le 15 novembre 1990), connu en tant que sleightlymusical, est un streamer Twitch américain, un Youtuber, un musicien, et un magicien plus connu pour ses reprises musicales et ses tours de magie, Chang diffuse aussi ses parties de League of Legends et ses performances de musique et de magie Il était à la gestion et était aussi une personnalité d'OfflineTV.
En novembre 2019, il déclare qu'il a été infidèle envers la membre LilyPichu avec une autre streameuse, Sarah Lee, connu sous le nom d'avocadopeeled. À la suite du drame, son nom est furtivement dissocié d'OfflineTV. Chang fait une annonce sur Twitter, en expliquant qu'il prendrait une pause dans le domaine du streaming pour passer du temps seul, accompagné d'une excuse publique pour Lily et le reste des membres d'OfflineTV.

### TheeMarkZ
Mark Zimmerman (né le 29 juin 1991), connu sous le pseudo MarkZ, est un commentateur du jeu League of Legends et ancien analyste et coach pour Team Liquid. Il rejoint l'équipe de production d'OfflineTV en juillet 2017. Au début de 2018, Zimmerman quitte temporairement le groupe en parlant de divergences au sein de la gestion de la gaming house. Il revient en juillet 2018, en travaillant dans la production et la gestion du groupe jusqu'en fin 2019.

### EdisonParkLive
Edison Park (né le 22 novembre 1988), connu sous le nom edisonparklive, est un streamer Twitch américain et ancien Gérant d'OfflineTV. Il prend son rôle dans la gestion de la gaming house en juillet 2018 après le départ de Chris Chan. Avant de rejoindre OfflineTV, Park travaillait à Microsoft. Park fut fiancé à la streameuse Twitch Leslie Fu alias fuslie mais ils se sont séparés en octobre 2021.
En avril 2019, Park annonce via Twitter qu'il se retirait de son poste de gérant pour se focaliser sur sa carrière de streamer Twitch.